# وکسیل
وکسیل (به ژاپنی: ベクシル 2077日本鎖国، Bekushiru 2077 Nihon sakoku) (وکسیل: انزوای ژاپن ۲۰۷۷) یک فیلم انیمه ژاپنی محصول سال ۲۰۰۷، به نویسندگی، کارگردانی و تدوین فومیهیکو سوری است. از صداپیشگان این فیلم می‌توان به میسا کوروکی، یاسوکو ماتسویوکی و شوسوکه تانی هارا اشاره کرد.

## داستان
ژاپن در دههٔ ۲۰۶۰ به پیشرفت‌های بسیاری در زمینهٔ روباتیک دست‌یافته و مشغول تحقیق در مورد اندرویدها است. سازمان ملل تحقیقات در این زمینه را ممنوع اعلام کرده و ژاپن در سال ۲۰۶۷ از سازمان ملل خارج می‌شود…